# Document sacerdotal

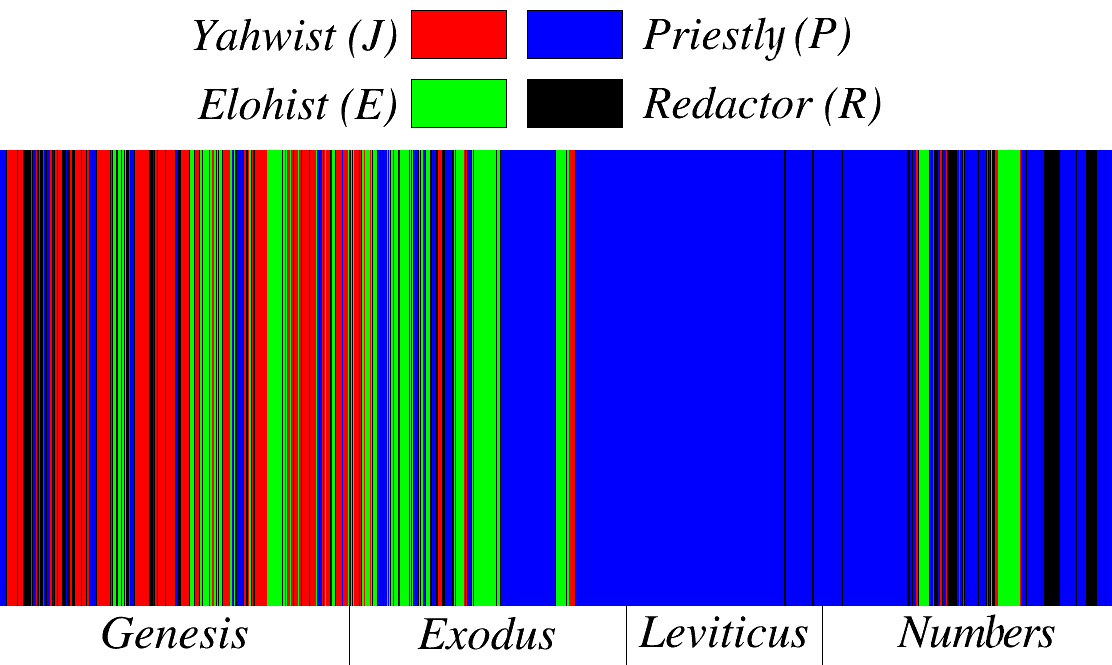
l'hypothèse documentaire du document sacerdotal, répartition des sources des quatre premiers livres de la Bible selon Richard Friedman

Le document sacerdotal (P, pour "prêtre") est, selon les tenants de l'hypothèse documentaire, l'une des quatre sources de la Torah. On considère que cette source daterait d'une époque proche de la chute du royaume d'Israël au nord. D'autres théories plus anciennes voudraient que le document sacerdotal ait été rédigé postérieurement à l'exil babylonien.

## Nature du document sacerdotal
Wellhausen estimait que la source sacerdotale est largement à l'origine du Lévitique. P insiste sur le point de vue des prêtres et d'Aaron, et indique toujours la présence de ce dernier lorsque Moïse accomplit quelque chose au nom de Dieu, suggérant que le bon déroulement des miracles est dû autant à l'un qu'à l'autre. P tente aussi parfois de dénigrer la capacité de Moïse à assumer ses fonctions de dirigeant, par exemple en précisant qu'il avait tant changé après avoir reçu le Décalogue que nul ne pouvait plus le regarder.[réf. nécessaire]
P est reconnaissable par la répétition de listes.